# Тамерлан (станция)
Тамерла́н — станция Челябинского региона Южно-Уральской железной дороги в селе Варна Челябинской области России.
Станция открыта в 1914 году при строительстве ветки Троицк — Орск. Станция получила своё название из-за расположенной неподалёку башни Тамерлана.

## Дальнее следование по станции
По состоянию на декабрь 2018 года через станцию курсируют следующие поезда дальнего следования:

### Круглогодичное движение поездов
| № поезда | Маршрут движения         | № поезда | Маршрут движения         |
| -------- | ------------------------ | -------- | ------------------------ |
| 121      | Екатеринбург — Оренбург  | 122      | Оренбург — Екатеринбург  |
| 341      | Нижневартовск — Оренбург | 342      | Оренбург — Нижневартовск |
| 343      | Челябинск — Адлер        | 344      | Адлер — Челябинск        |
| 345      | Нижневартовск — Адлер    | 346      | Адлер — Нижневартовск    |
| 379      | Новый Уренгой — Оренбург | 380      | Оренбург — Новый Уренгой |

### Сезонное движение поездов
| № поезда | Маршрут движения                  | № поезда | Маршрут движения                  |
| -------- | --------------------------------- | -------- | --------------------------------- |
| 241      | Иркутск — Адлер                   | 242      | Адлер — Иркутск                   |
| 249      | Новокузнецк — Имеретинский курорт | 250      | Имеретинский курорт — Новокузнецк |
| 251      | Барнаул — Адлер                   | 252      | Адлер — Барнаул                   |
| 269      | Чита — Адлер                      | 270      | Адлер — Чита                      |
| 273      | Северобайкальск — Адлер           | 274      | Адлер — Северобайкальск           |